# 福利屯站
福利屯站，位于中华人民共和国黑龙江省双鸭山市集贤县福利镇，是佳富铁路和福前铁路上的火车站，建于1947年，由中国铁路哈尔滨局集团佳木斯车务段管辖。

## 歷史
- 建于1947年。

## 車站周邊
- 普康医院
- 中国农业银行富强分理处
- 永祥医院
- 中国移动双福路营业厅
- 哈尔滨银行集贤支行
- 中国农业银行集贤福利分理处
- 中国邮政储蓄银行集贤县支行
- 中国工商银行集贤县支行
- 中国电信保卫路营业厅
- 集贤县商务局
- 集贤县食品药品监督管理局
- 集贤县林业局
- 集贤县煤炭管理局
- 7天酒店福利店
- 阳霖大酒店
- 集贤县交通运输局
- 集贤县人民医院